# Popillia browni
Popillia browni är en skalbaggsart som beskrevs av Hermann Julius Kolbe 1894. Popillia browni ingår i släktet Popillia och familjen Rutelidae. Inga underarter finns listade i Catalogue of Life.